# Антиконформизъм
Антиконформизмът или нонконформизмът е философия, която активно отхвърля конформизма. Антиконформистите не са просто индивидуалисти, а смятат, че конформизмът е отговорен за много от световните неправди и проблеми. Пример за неконформизъм в обществото е да се слуша ъндърграунд музика, а не тази от музикалните класации или да не се съобразяваш с последните тенденции в стила на обличане в модата само защото така се счита, че е модерно да се облича. Неконформизмът в изкуството е това изразено в движението на сюрреалистите като например Салвадор Дали.